# Желтоголовая летяга
Желтоголовая летяга, или буроголовая летяга (лат. Petinomys fuscocapillus) — небольшой грызун семейства беличьих, который считался вымершим около 100 лет, но был вновь открыт в 1989 году. Желтоголовая летяга встречается в Южной Индии и на острове Шри-Ланка.
Видовое название лат. fuscocapillus означает «темношёрстный».